# Glypta ignota
Glypta ignota là một loài tò vò trong họ Ichneumonidae.